# Sạp báo

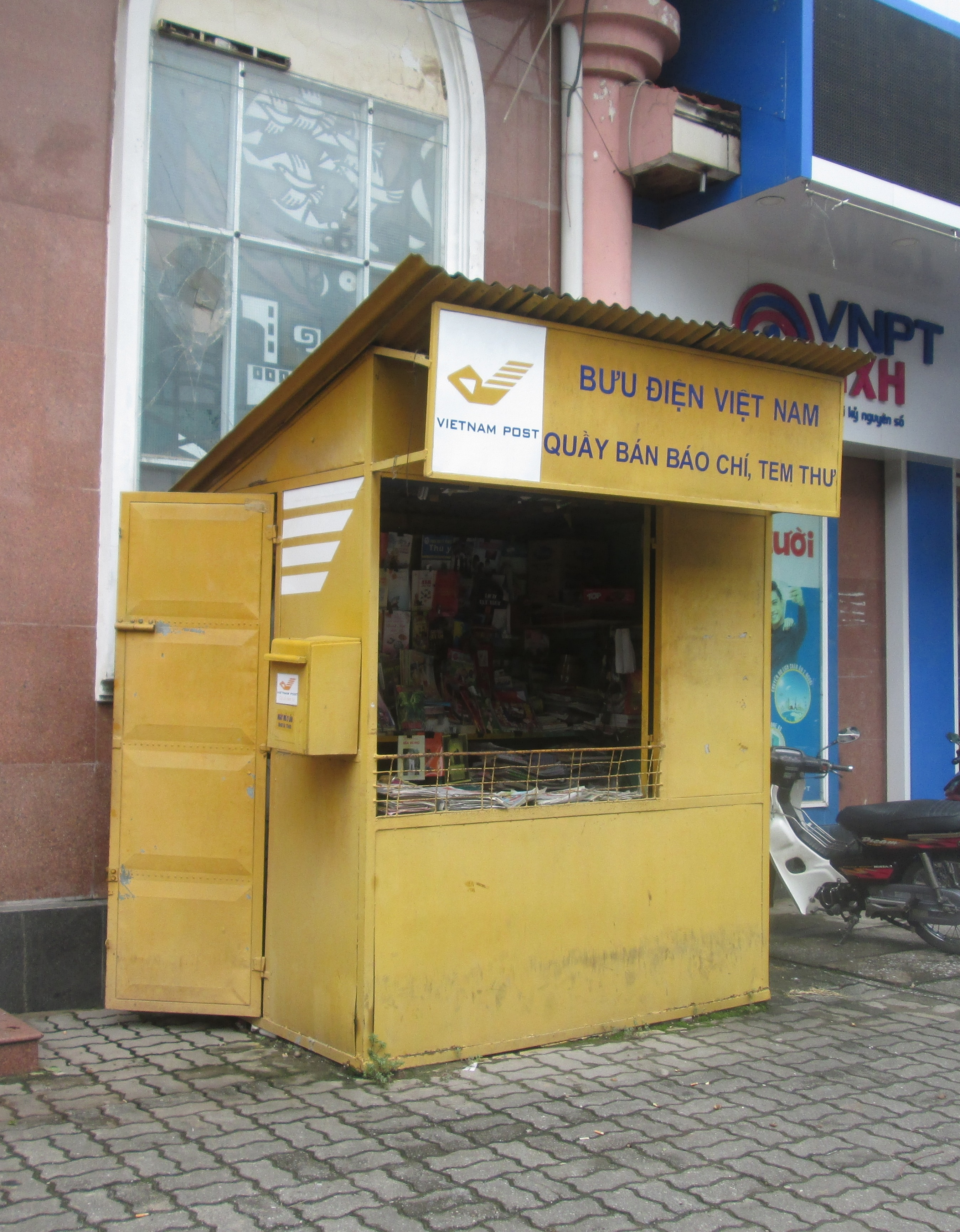
Một sạp báo nhỏ ở cạnh Bưu điện tỉnh Nam Định

Sạp báo là nơi kinh doanh, buôn bán các loại hình báo viết, tạp chí, thuốc lá, thẻ điện thoại, thức ăn nhẹ và thường có cả các mặt hàng ưa thích của địa phương. Ở Anh Quốc và Ireland nó được gọi là "newsagent's shop" hay "newsagent's", ở Úc thì gọi là "newsagency", còn ở Mỹ và Canada thì lại được gọi là "newsstand". Đặc trưng của các sạp báo là thường hoạt động ở những nơi công cộng náo nhiệt, đông đúc như các đường phố đô thị, ga tàu và sân bay. Giá đặt báo viết và tạp chí có thể thấy ở các tiệm tạp hóa, nhà sách, siêu thị hoặc thậm chí là trung tâm hội nghị tiệc cưới. Sự hiện hữu của sạp báo có thể là hoặc đứng tự do, hoặc là bộ phận của một công trình lớn hơn (ví dụ như một trung tâm thương mại, bưu điện hay một nhà ga đường sắt).